# Pierre Scheuer
Pierre Scheuer (Schaerbeek, 9 novembre 1872 – Lovanio, 2 febbraio 1957) è stato un presbitero, filosofo, metafisico e mistico belga dell'Ordine dei Gesuiti.
Collaborò parzialmente agli scritti di Joseph Maréchal sul tomismo trascendentale.

## Biografia
Pierre Scheuer aveva 8 anni quando la sua famiglia si trasferì a Napoli, dove il padre lavorava come ingegnere. Frequentò le scuole primarie e proseguì gli studi a Barcellona dove nel 1890 ottiene la licenza media. Pensava già alla vita religiosa e, quando la sua famiglia tornò in Belgio, l'11 novembre 1891 Pierre entrò nel noviziato dei Gesuiti a Tronchiennes.

### Formazione intellettuale
Una volta completata la formazione spirituale di base, studiò filosofia per tre anni all'Università cattolica di Lovanio (dal 1896 al 1899) al termine dei quali superò il "Grand acte", difendendo pubblicamente una serie di 82 tesi in filosofia e fisica. 
Seguì un anno di specializzazione in filosofia moderna a Parigi. Tornato a Lovanio, Pierre Scheuer completò il corso di teologia propedeutico all'ordinazione sacerdotale che ricevette il 16 agosto 1903. Una solenne seduta pubblica coronò la sua formazione teologica: difese brillantemente una serie di tesi che collegavano la teologia alla logica generale e metafisica della storia della filosofia. Interruppe brevemente l'insegnamento per ultimare la fase finale della sua formazione gesuitica, il terzo anno (dal 1906 al 1907), che trascorse a Linz.

### Insegnamento
Tornato nella città universitaria, fu destinato a insegnare filosofia e a formare giovani gesuiti presso il filosofato di Lovanio, città che fu la sua casa fino alla morte, avvenuta nel 1957. Molto a suo agio in tutti i campi della filosofia, Pierre Scheuer insegnò cosmologia, psicologia razionale, metafisica e storia della filosofia. Era eloquente, vivace ed entusiasta, ed ebbe una grande influenza sui suoi studenti e sul mondo accademico.
Difendeva con ardore la sua metafisica, basata non sull'esperienza ma su un principio primo a priori, che conferma l'oggettività del pensiero; da questo principio, applicato concretamente attraverso l'autocoscienza, deduceva le tesi tomiste sull'Essere, l'anima umana e Dio. Ai suoi studenti apparve come un autentico tomista, ma i difensori del tomismo tradizionale - che all'epoca regnava sovrano - lo accusarono di essersi lasciato influenzare da Kant e Hegel. Scheuer rispose che, a differenza di questi filosofi le cui tesi portavano all'agnosticismo, le sue confermavano la certezza dell'Essere.
Tuttavia, le accuse si moltiplicarono e l'atmosfera generale negli ambienti ecclesiastici si oppose a qualsiasi concessione al secolo modernista. Scheuer fu costretto a spiegarsi a Roma. Lo fece in due lunghe lettere inviate al superiore generale Vladimir Ledochowski, in cui difendeva risolutamente la sua filosofia. 
Nel 1920 il superiore aveva inviato Bulot a parlare con Pierre Scheuer (e anche con Pierre Charles) a proposito del loro sostegno ad alcune presunte proposizioni filosofiche tratte dall'opera di Pierre Rousselot Les yeux de la foi. Emile Mersch (1890-1940) parlò con Bulot e scrisse al generale in difesa di Scheuer e Charles. 
Ledochowski non si convinse e nel 1917 fu ritirata a Scheuer la venia docendi per l'insegnamento universitario.

### Predicazione
Si dedicò quindi alla predicazione e tenne numerosi ritiri ed esercizi spirituali, in particolare per i membri del clero, che apprezzavano la sua vivace eloquenza e la chiarezza e profondità delle sue opinioni. La sua personalità semplice e spontanea gli procurò molti amici.
Dal 1934 in poi, fu conquistato dal messaggio di Nostra Signora dei Poveri di Banneux. Continuò a scrivere (senza pubblicare) nel campo della metafisica e della mistica, sempre più vicine e inspiegabilmente unite. Gran parte di questi scritti scomparvero nell'incendio del teologato gesuita di Eegenhoven-Louvain all'inizio della Seconda guerra mondiale, nel 1940.
Pierre Scheuer morì a Lovanio l'8 febbraio 1957. La sua ultima preghiera fu un appello alla Vergine dei Poveri affinché venisse ad alleviare le sue sofferenze.

## Influenza
Sebbene non abbia pubblicato quasi nulla, l'influenza di Scheuer, soprattutto sul Collegio dei Gesuiti di Lovanio, fu descritta come eccezionalmente ampia e profonda. Fu un collega anziano e un amico intimo di Joseph Marechal. Per 40 o 50 anni si potevano vedere i due amici passeggiare lungo i corridoi del collegio. Il suo rapporto con Marechal rimane un problema: Marechal è molto più conosciuto, perché ha scritto di più. Se hanno una fonte comune nella filosofia dell'immanenza di Maurice Blondel, l'apertura a Kant fu dovuta all'iniziativa di Scheuer. Con questo non si vuole fare di Marechal un suo discepolo o un suo successore; la sua originalità rimane intatta; ma egli approfittò dell'atmosfera favorevole al criticismo kantiano nella Scolastica di Lovanio, come influenzata da Scheuer.
Richard De Smet annoverò Scheuer tra i suoi maggiori influenzatori e lo descrisse in questi termini:
L'influenza di Scheuer persistette negli appunti di metafisica composti da De Smet.
Citando Scheuer, De Smet disse: 
Nel 1966, Daniel J. Shine curò un insieme di 9 saggi inediti e di altri due saggi di Scheuer, con il titolo An Interior Metaphysics: the Philosophical Synthesis of Pierre Scheuer, s.j..